# Filip Taleski
Filip Taleski (Krusevo, 28 de marzo de 1996) es un jugador de balonmano macedonio que juega de lateral izquierdo en el SL Benfica. Es internacional con la selección de balonmano de Macedonia del Norte.
Con la selección disputó el Campeonato Mundial de Balonmano Masculino de 2017.

## Palmarés

### Rhein-Neckar Löwen
- Liga de Alemania de balonmano (1): 2017
- Supercopa de Alemania de balonmano (1): 2017
- Copa de Alemania de balonmano (1): 2018

### Vardar
- Liga de Macedonia del Norte de balonmano (2): 2021, 2022
- Copa de Macedonia del Norte de balonmano (2): 2021, 2022

## Clubes
- RK Metalurg Skopje (2014-2017)
- Rhein-Neckar Löwen (2017-2019)[4]
- HBW Balingen-Weilstetten (2019-2020)
- RK Vardar (2020-2023)
- SL Benfica (2023- )